# Wahlkreis Perth (Schottisches Parlament)
| Perth                         |
| ----------------------------- |
| Perth · Mid Scotland and Fife |
| Gebildet                      |
| 1999                          |
| Abgeschafft                   |
| 2011                          |
| Regionen                      |
| Perth and Kinross             |

Perth war ein Wahlkreis für das Schottische Parlament. Er wurde 1999 als einer von neun Wahlkreisen der Wahlregion Mid Scotland and Fife eingeführt, die im Zuge der Revision der Wahlkreise im Jahre 2011 neu zugeschnitten wurde und weiterhin neun Wahlkreise umfasst. Hierbei wurde der Wahlkreis Perth abgeschafft. Er umfasste Gebiete der Council Area Perth and Kinross mit den Städten Auchterader, Crieff und Stirling. Die Gebiete des ehemaligen Wahlkreises sind im Wesentlichen in dem neuen Wahlkreis Perthshire South and Kinross-shire aufgegangen. Bei Zensuserhebung 2001 lebten insgesamt 79.402 Personen innerhalb seiner Grenzen. Es wurde ein Abgeordneter entsandt. 

## Wahlergebnisse

### Parlamentswahl 1999
| Ergebnisse der Parlamentswahl 1999 | Ergebnisse der Parlamentswahl 1999 | Ergebnisse der Parlamentswahl 1999 | Ergebnisse der Parlamentswahl 1999 |
| Partei                             | Kandidat                           | Stimmen                            | %                                  |
| ---------------------------------- | ---------------------------------- | ---------------------------------- | ---------------------------------- |
| SNP                                | Roseanna Cunningham                | 13.570                             | 36,3                               |
| Conservative                       | Ian Stevenson                      | 11.543                             | 30,9                               |
| Labour                             | Jillian Richards                   | 8725                               | 23,3                               |
| Liberal Democrats                  | Chic Brodie                        | 3558                               | 9,5                                |

### Parlamentswahl 2003
| Ergebnisse der Parlamentswahl 2003 | Ergebnisse der Parlamentswahl 2003 | Ergebnisse der Parlamentswahl 2003 | Ergebnisse der Parlamentswahl 2003 | Ergebnisse der Parlamentswahl 2003 |
| Partei                             | Kandidat                           | Stimmen                            | %                                  | ±                                  |
| ---------------------------------- | ---------------------------------- | ---------------------------------- | ---------------------------------- | ---------------------------------- |
| SNP                                | Roseanna Cunningham                | 10.717                             | 33,9                               | −2,4                               |
| Conservative                       | Alexander Stewart                  | 9990                               | 31,6                               | +0,7                               |
| Labour                             | Robert Ball                        | 5629                               | 17,8                               | −5,5                               |
| Liberal Democrats                  | Gordon Campbell                    | 3530                               | 11,2                               | +1,7                               |
| Socialist                          | Philip Stott                       | 982                                | 3,1                                | +3,1                               |
| Parteilos                          | Thomas Burns                       | 509                                | 1,6                                | +1,6                               |
| People’s Alliance                  | Kenneth Buchanan                   | 257                                | 0,8                                | +0,8                               |
| Wahlbeteiligung: 31.614 (51,3 %)   |                                    |                                    |                                    |                                    |

### Parlamentswahl 2007
| Ergebnisse der Parlamentswahl 2007 | Ergebnisse der Parlamentswahl 2007 | Ergebnisse der Parlamentswahl 2007 | Ergebnisse der Parlamentswahl 2007 | Ergebnisse der Parlamentswahl 2007 |
| Partei                             | Kandidat                           | Stimmen                            | %                                  | ±                                  |
| ---------------------------------- | ---------------------------------- | ---------------------------------- | ---------------------------------- | ---------------------------------- |
| SNP                                | Roseanna Cunningham                | 13.751                             | 39,4                               | +5,5                               |
| Conservative                       | Elizabeth Smith                    | 11.256                             | 32,3                               | +0,7                               |
| Liberal Democrats                  | Peter Barret                       | 4767                               | 13,7                               | +2,5                               |
| Labour                             | Doug Maughan                       | 4513                               | 13,0                               | −4,8                               |
| Free Scotland                      | Jim Fairlie                        | 575                                | 1,6                                | +1,6                               |
| Wahlbeteiligung: 34.862 (56,03 %)  |                                    |                                    |                                    |                                    |